# Fotballklubben Haugesund 2007
Questa voce raccoglie le informazioni riguardanti il Fotballklubben Haugesund nelle competizioni ufficiali della stagione 2007.

## Rosa
| N. |                      | Ruolo | Calciatore             |
| -- | -------------------- | ----- | ---------------------- |
| 1  | Norvegia (bandiera)  | P     | Per Morten Kristiansen |
| 2  | Norvegia (bandiera)  | D     | Jostein Grindhaug      |
| 3  | Svezia (bandiera)    | D     | Elias Storm            |
| 4  | Norvegia (bandiera)  | C     | Svein Tore Brandshaug  |
| 5  | Norvegia (bandiera)  | D     | Arild Andersen         |
| 6  | Norvegia (bandiera)  | D     | Jonas Johansen         |
| 7  | Norvegia (bandiera)  | C     | Paulo dos Santos       |
| 7  | Norvegia (bandiera)  | A     | Petter Larsen          |
| 8  | Norvegia (bandiera)  | D     | Eirik Horneland        |
| 9  | Guadalupa (bandiera) | A     | Mickaël Antoine-Curier |
| 10 | Norvegia (bandiera)  | C     | Tor Erik Moen          |
| 11 | Norvegia (bandiera)  | C     | Tor Arne Andreassen    |
| 12 | Norvegia (bandiera)  | P     | Lars Øvernes           |
| 13 | Norvegia (bandiera)  | D     | Joakim Våge Nilsen     |
| 13 | Norvegia (bandiera)  | C     | Eirik Mæland           |
| 14 | Norvegia (bandiera)  | A     | Stian Johnsen          |

| N. |                        | Ruolo | Calciatore               |
| -- | ---------------------- | ----- | ------------------------ |
| 15 | Norvegia (bandiera)    | D     | Jan Fabiano Kristiansen  |
| 15 | Costa Rica (bandiera)  | C     | Rodolfo Rodríguez Mojica |
| 16 | Stati Uniti (bandiera) | A     | Cam Weaver               |
| 17 | Norvegia (bandiera)    | D     | Håvard Nordtveit         |
| 17 | Norvegia (bandiera)    | C     | Dag Roar Ørsal           |
| 18 | Costa Rica (bandiera)  | D     | Carlos Castro Mora       |
| 19 | Scozia (bandiera)      | C     | Kevin Nicol              |
| 20 | Norvegia (bandiera)    | A     | Bjørn Strøm              |
| 21 | Norvegia (bandiera)    | D     | Tor Olve Fagnastøl       |
| 22 | Norvegia (bandiera)    | A     | Sten Ove Eike            |
| 23 | Norvegia (bandiera)    | C     | Jørn Rikard Hansen       |
| 24 | Norvegia (bandiera)    | D     | Ingvar Karlsen           |
| 24 | Norvegia (bandiera)    | D     | Andreas Nordvik          |
| 24 | Norvegia (bandiera)    | C     | Vegard Agdestein         |
| –– | Norvegia (bandiera)    | C     | Jarle Steinsland         |

## Risultati

### Campionato

#### Girone di andata
| Arbitro: | Høgberg |

|                         |           |                |
| Jensen 40’ Krogstad 50’ | Marcatori | 52’ Andreassen |

| Arbitro: | Hakestad |

|                                |           |                        |
| Weaver 23’ (rig.) Johansen 73’ | Marcatori | 74’ (rig.) Johannessen |

| Arbitro: | Kjensli |

|                 |           |           |
| Haug 83’ (rig.) | Marcatori | 50’ Strøm |

| Arbitro: | Ahlsen |

|                          |           |             |
| Brandshaug 12’ Strøm 19’ | Marcatori | 27’ Ertzeid |

| Arbitro: | Hansen |

|                                                |           |                                |
| Gullerud 6’ Ringberg 46’ Michaelsen 90’ (aut.) | Marcatori | 10’ Johnsen 31’ 88’ Brandshaug |

| Arbitro: | Borgersen |

|                    |           |            |
| Antoine-Curier 62’ | Marcatori | 18’ Larsen |

| Arbitro: | Johnsen |

|  |           |                                       |
|  | Marcatori | 13’ (rig.) Antoine-Curier 45’ Johnsen |

| Arbitro: | Borgersen |

|                           |           |             |
| Brandshaug 52’ Larsen 82’ | Marcatori | 68’ Martins |

| Arbitro: | Hansen |

|              |           |  |
| Yndestad 30’ | Marcatori |  |

| Arbitro: | Hansen |

|                         |           |           |
| Moen 13’ Andreassen 73’ | Marcatori | 43’ Velta |

| Arbitro: | Johnsen |

|                                  |           |                                                 |
| Johansen 36’ Rindarøy 63’ (aut.) | Marcatori | 35’ Moström 50’ M. Diouf 74’ Gauseth 87’ Gjerde |

| Arbitro: | Borgersen |

|                                             |           |                        |
| Borgvardt 26’ 55’ Sakariassen 62’ Helle 90’ | Marcatori | 44’ 80’ Antoine-Curier |

| Arbitro: | Toppe |

|                    |           |                     |
| Antoine-Curier 73’ | Marcatori | 58’ Güven 79’ Nyhus |

| Arbitro: | Mjåland |

|                                                 |           |                    |
| Storesund 1’ Šarić 23’ Monkam 33’ Birkeland 81’ | Marcatori | 22’ Antoine-Curier |

| Arbitro: | Kjensli |

|                                        |           |            |
| Moen 38’ Larsen 39’ Antoine-Curier 59’ | Marcatori | 30’ H. Flo |

#### Girone di ritorno
| Arbitro: | Borgersen |

|                           |           |                           |
| Larsen 22’ Andreassen 41’ | Marcatori | 28’ Michelsen 53’ Nystrøm |

| Sarpsborg 5 agosto 2007, ore 18:00 CEST 17ª giornata | Sparta Sarpsborg | 0 – 0 referto | Haugesund | Sarpsborg Stadion (922 spett.)\| Arbitro: \| Johansen \| |
| Arbitro:                                             | Johansen         |               |           |                                                          |

| Haugesund 12 agosto 2007, ore 18:00 CEST 18ª giornata | Haugesund | 0 – 0 referto | Hønefoss | Haugesund Stadion (1.779 spett.)\| Arbitro: \| Hafsås \| |
| Arbitro:                                              | Hafsås    |               |          |                                                          |

| Arbitro: | Ahlsen |

|              |           |                              |
| Hægeland 28’ | Marcatori | 5’ Weaver 45’ Storm 84’ Moen |

| Arbitro: | Toppe |

|                   |           |                                               |
| Eike 58’ Moen 89’ | Marcatori | 26’ Ringberg 54’ Kienast 72’ Rise 87’ Abiodun |

| Arbitro: | Alapnes |

|          |           |          |
| Harøy 8’ | Marcatori | 85’ Moen |

| Arbitro: | Høgberg |

|                           |           |                  |
| Rodríguez 12’ Johnsen 53’ | Marcatori | 2’ Pelu 8’ Olsen |

| Arbitro: | Borgersen |

|                                  |           |  |
| Olsen 31’ Hoftun 34’ Martins 64’ | Marcatori |  |

| Arbitro: | Kjensli |

|                                          |           |           |
| Johnsen 33’ Weaver 37’ Moen 59’ Eike 61’ | Marcatori | 70’ Minde |

| Arbitro: | Hakestad |

|                            |           |             |
| Kvalheim 6’ 13’ Ystaas 74’ | Marcatori | 42’ Johnsen |

| Arbitro: | Johansen |

|                                           |           |                     |
| Koskela 22’ D. Berg Hestad 28’ Ertsås 55’ | Marcatori | 52’ (rig.) Johansen |

| Haugesund 14 ottobre 2007, ore 15:00 CEST 27ª giornata              | Haugesund | 2 – 2 referto       | Bryne | Haugesund Stadion (1.444 spett.) |
| \| \| \| \| \| Weaver 2’ 65’ \| Marcatori \| 60’ Oyuga 73’ Lunde \| |           |                     |       |                                  |
|                                                                     |           |                     |       |                                  |
| Weaver 2’ 65’                                                       | Marcatori | 60’ Oyuga 73’ Lunde |       |                                  |

| Arbitro: | Johnsen |

|                 |           |             |
| Vojnović 6’ 37’ | Marcatori | 15’ Johnsen |

| Arbitro: | Krokdal (Oslo) |

|                                         |           |  |
| Weaver 21’ (rig.) Johnsen 71’ Ørsal 83’ | Marcatori |  |

| Arbitro: | Hansen |

|                 |           |                           |
| Lubieniecki 74’ | Marcatori | 45’ Brandshaug 66’ Weaver |

### Coppa di Norvegia
| Haugesund 20 maggio 2007, ore 18:00 CEST Primo turno                                                  | Djerv     | 1 – 6 referto                                             | Haugesund | Djervbanen (591 spett.) |
| \| \| \| \| \| Husebø 8’ \| Marcatori \| 12’ Kallåk 55’ 58’ 76’ Antoine-Curier 70’ Larsen 85’ Moen \| |           |                                                           |           |                         |
| |           |                                                           |           |                         |
| Husebø 8’                                                                                             | Marcatori | 12’ Kallåk 55’ 58’ 76’ Antoine-Curier 70’ Larsen 85’ Moen |           |                         |

| Kristiansand 13 giugno 2007, ore 18:00 CEST Secondo turno | Flekkerøy | 0 – 1 (d.t.s.) referto | Haugesund | Flekkerøy Kunstgress (300 spett.) |
| \| \| \| \| \| \| Marcatori \| 117’ Johansen \|           |           |                        |           |                                   |
|                                                           |           |                        |           |                                   |
|                                                           | Marcatori | 117’ Johansen          |           |                                   |

| Haugesund 27 giugno 2007, ore 13:00 CEST Terzo turno                                              | Haugesund | 4 – 0 referto | Løv-Ham | Haugesund Stadion |
| \| \| \| \| \| Johansen 20’ Antoine-Curier 48’ (rig.) 70’ (rig.) Nordtveit 51’ \| Marcatori \| \| |           |               |         |                   |
|                                                                                                   |           |               |         |                   |
| Johansen 20’ Antoine-Curier 48’ (rig.) 70’ (rig.) Nordtveit 51’                                   | Marcatori |               |         |                   |

| Arbitro: | Øvrebø (Oslo) |

|  |           |          |
|  | Marcatori | 90’ Moen |

| Arbitro: | Staberg |

|                                                                             |           |              |
| Weaver 13’ (rig.) 40’ 48’ Johansen 16’ Larsen 76’ Antoine-Curier 84’ (rig.) | Marcatori | 78’ Bredvold |

| Arbitro: | Sandmoen |

|               |           |  |
| Rodríguez 11’ | Marcatori |  |

| Arbitro: | Staberg |

|  |           |                |
|  | Marcatori | 57’ 90’ Occean |